# 렙피로돈속
렙피로돈속(Lepyrodon)은 털깃털이끼목에 속하는 이끼 속의 하나이다. 렙피로돈과(Lepyrodontaceae)의 유일속으로 7종으로 이루어져 있다.

## 하위 종
- Lepyrodon australis
- Lepyrodon hexastichus
- Lepyrodon lagurus
- Lepyrodon parvulus
- Lepyrodon patagonicus
- Lepyrodon pseudolagurus
- Lepyrodon tomentosus